# Croatia Grand Chess Tour
Croatia GCT je turnir iz svjetske serije šahovskih turnira pod nazivom Grand Chess Tour. Turnir organizira šahovski klub e4 iz Zagreba.

## Izdanja
Format turnira
2021. 9 rundi rapid (single round-robin), 18 rundi blitz (double round-robin); rapid mečevi imaju dvostruku vrijednost - 2 boda za pobjedu, 1 bod za neriješeno
2019. klasični šah, single round-robin
Legenda:
██ barem 1 igrač je imao jednak ili manji broj poraza od pobjednika
██ igrač s 0 poraza nije pobijedio
** + označava da je na turniru korišten "split wildcards" te pokazuje koliko igrača je sudjelovalo
| Broj šahista ** (Broj velemajstora) | Prosječni rejting igrača | Izdanje | Pobjednik (Rang *) * u trenutku pristupanja turniru                              | P-N-I                                                                            | Bodovi /max                                                                      | MP/B                                                                             | Rapid dio turnira    | Rapid dio turnira | Rapid dio turnira | Rapid dio turnira | Blitz dio turnira           | Blitz dio turnira | Blitz dio turnira | Blitz dio turnira | Ref         |
| Broj šahista ** (Broj velemajstora) | Prosječni rejting igrača | Izdanje | Pobjednik (Rang *) * u trenutku pristupanja turniru                              | P-N-I                                                                            | Bodovi /max                                                                      | MP/B                                                                             | Pobjednik (Rang *)   | P-N-I             | Bodovi /max       | MP/B              | Pobjednik (Rang *)          | P-N-I             | Bodovi /max       | MP/B              | Ref         |
| ----------------------------------- | ------------------------ | ------- | -------------------------------------------------------------------------------- | -------------------------------------------------------------------------------- | -------------------------------------------------------------------------------- | -------------------------------------------------------------------------------- | -------------------- | ----------------- | ----------------- | ----------------- | --------------------------- | ----------------- | ----------------- | ----------------- | ----------- |
| ()                                  |                          | 2023.   | [[]] (GM)                                                                        | --                                                                               | , /                                                                              | + ,                                                                              |                      |                   |                   |                   |                             |                   |                   |                   |             |
| ()                                  |                          | 2022.   | Magnus Carlsen (GM)                                                              | --                                                                               | , /                                                                              | + ,                                                                              |                      |                   |                   |                   |                             |                   |                   |                   |             |
| 10+1 (10+1)                         | 2746                     | 2021.   | Maxime Vachier-Lagrave (GM)                                                      | 11-14-2                                                                          | 23,0 /36                                                                         | + 2,0                                                                            | Jan Nepomnjašči (GM) | 3-5-1             | 11,0 /18          | + 1,0             | Maxime Vachier-Lagrave (GM) | 9-8-1             | 13,0 /18          | + 1,0             | [ 4 ]       |
| •                                   | •                        | 2020.   | Bio je u kalendaru natjecanja, ali je cijeli GCT otkazan zbog Covid-19 pandemije | Bio je u kalendaru natjecanja, ali je cijeli GCT otkazan zbog Covid-19 pandemije | Bio je u kalendaru natjecanja, ali je cijeli GCT otkazan zbog Covid-19 pandemije | Bio je u kalendaru natjecanja, ali je cijeli GCT otkazan zbog Covid-19 pandemije | ——                   | ——                | ——                | ——                | ——                          | ——                | ——                | ——                | [ 5 ]       |
| 12 (12)                             | 2782                     | 2019.   | Magnus Carlsen (GM)                                                              | 5-6-0                                                                            | 8,0 /11                                                                          | + 1,0                                                                            | ——                   | ——                | ——                | ——                | ——                          | ——                | ——                | ——                | [ 6 ] [ 3 ] |

### 2021.
Najviši rejting imao je Ian Nepomniachtchi (2792).
Nije bilo neporaženih niti u jednom dijelu turnira. U rapid dijelu turnira 6 igrača imalo je jedan poraz. U blitz dijelu turnira samo MVL je imao jedan poraz. Šarić je nakon rapid dijela turnira bio drugi s 10 bodova koliko su imala još trojica igrača.
Sudionici turnira redom po plasmanu: Maxime Vachier-Lagrave, Viswanathan Anand, Anish Giri, Ian Nepomniachtchi, Jan-Krzysztof Duda, Shakhiriyar Mamedyarov, Alexander Grischuk, Anton Korobov, Ivan Šarić/Gary Kasparov (split wildcards - kombinirani rezultat se koristi za ukupni poredak; Šarić je odigrao rapid dio turnira, a Kasparov je odigrao blitz dio turnira), Jorden Van Foreest.

### 2020.
Trebao se igrati Rapid & Blitz šah. Trebao je biti treći od pet turnira u seriji.

### 2019.
Održan je u lipnju i srpnju u Novinarskom domu u Zagrebu.
Bio je jedan od samo dva turnira iz serije na kojima se igrao klasični šah i drugi od sedam turnira u seriji koja prethodi završnom turniru. Na turniru je sudjelovalo prvih osam igrača s trenutačne svjetske rangliste te deseti, jedanaesti, trinaesti i šesnaesti igrač čime je to bio jedan od najjačih turnira u povijesti šaha.
Najviši rejting imao je Magnus Carlsen (2875).
Osim pobjednika neporaženi su bili So i Aronian.
Zanimljivost turnira je da je u posljednjem kolu Carlsen pobijedio MVL-a koji je prvi put izgubio igrajući "Delroy" varijaciju Gruenfeld-a, a inače rijetko gubi igrajući Gruenfeld-a. Tu varijaciju volio je igrati i Vladimir Kramnik.
Na turniru je Carlsen ostvario rejting od 2943.
Sudionici turnira redom po plasmanu:  Magnus Carlsen,  Wesley So,  Levon Aronian,  Fabiano Caruana,  Ding Liren,  Ian Nepomniachtchi,  Anish Giri,  Sergey Karjakin,  Maxime Vachier-Lagrave,  Viswanathan Anand,  Shakhriyar Mamedyarov,  Hikaru Nakamura.

## Vanjske poveznice
- Službena stranica (engl.)